# クリプトスポリジウム症
クリプトスポリジウム症（英: cryptosporidiosis）とは、アピコンプレックス門のクリプトスポリジウム属に属する原生動物の寄生により、哺乳類の腸が障害を受ける寄生虫病である。糞口経路によって伝播し、免疫系が健全なヒトに対しては自然寛解性の下痢が主要な症状である。しかし AIDS 患者のように免疫不全状態の場合には、重症化ししばしば致死的になる。1976年まで確認されていなかったにもかかわらず、現在、最も一般的な水系感染症の1つとして世界中で認められている。環境抵抗性のシスト（オーシスト）により伝播し、これを摂取すると小腸で脱嚢して腸管上皮組織への感染が成立する。日本においては感染症法の2003年11月の改定以降は5類感染症に指定されており、届出が必要であり全数把握が義務付けられている。

## 感染経路
土壌や水、未調理もしくは感染者・感染動物の糞便に接触して二次的に汚染された食物などにより感染する。経口感染を引き起こし、仕事や余暇などで体と淡水が常時接触するような人の間で蔓延しやすい。プールなどでの水遊び、汚染された水道水や食物が原因となりうる。クリプトスポリジウムのオーシストは塩素系漂白剤などの消毒剤に高い抵抗性があるため蔓延しやすい。保育施設でのおむつの交換によるアウトブレイクも発生している。
2018年にアメリカ疾病対策センターが発表した報告書によれば、2000年から15年の間にプールや温浴施設の水を原因として発生した集団感染493件のうち、58%はクリプトスポリジウムであった。

## 症状
症状は感染後2-10日で認められ2週間程度続く。水様性下痢のほか、胃痛、腹痛、まれに発熱が認められる。不顕性感染を示す場合もあるがその場合でも他者へ伝染させることができる。症状が治まっても数週間は他個体への感染を引き起こすことがある。重症化すると膵炎などの疾病を引き起こし得る。

## 予防
入浴後、糞便に接触した後、食事前の注意深い手洗いは予防効果がある。水道水の安全性に懸念がある場合には沸騰させる。長時間（たとえば15分）煮沸する必要はなく、水を一旦沸騰させればクリプトスポリジウムのオーシストは死滅する。注意深く濾過することでも飲水可能となるが、沸騰させるほうが簡便で特別な装置も必要としない。

## 治療
クリプトスポリジウムによる腸炎に対する有効な治療法はないため、対症療法を行う。下痢による脱水に対して水分投与が必要である。経口投与で構わないが、まれに点滴が必要となる場合もある。食事は可能なかぎり無乳糖食とすべきである。抗生物質は通常は役に立たないが、重篤な疾病を有する患者あるいは免疫系が弱っている患者には使用される。再発することがある。パロモマイシン・アトバコン・ニタゾキサニド・アジスロマイシンが使われる場合がある。

### 免疫正常者
免疫が正常な患者の大部分は、水分補給と瀉下薬による対症療法により、2週間以内で自然治癒的な経過を辿る。

### 免疫不全者
しかしAIDS患者のような免疫不全の患者ではクリプトスポリジウム症は長引くかまったく治らず、しばしば慢性で劇症の水様下痢とそれに伴う腸管からの栄養吸収機能の低下が起こる。これにより脱水・電解質平衡異常・栄養不良・体力消耗と進行し、最終的には死亡する。AIDS患者に感染した場合の死亡率は CD4 マーカー値に依存する。1立方ミリメートルあたり180細胞以上の患者は一般に対症療法や投薬により回復するが、50細胞以下の患者では3か月から6か月ほどで死に至る。ミルウォーキーでの流行（最大の流行）の際には、クリプトスポリジウム感染1年以内に50細胞以下の患者の73%と50〜200細胞の患者の36%が死亡している。
現在のところ、免疫不全患者の免疫状態を改善することが最善の策である。プロバイオティックとして Saccharomyces boulardii（アメリカでの商標は Florastor、イギリスでは DiarSafe）が薬局で販売されており、これはクリプトスポリジウムを含む様々な感染症による下痢に対する自然療法として効果があるとされる。

## 病原体

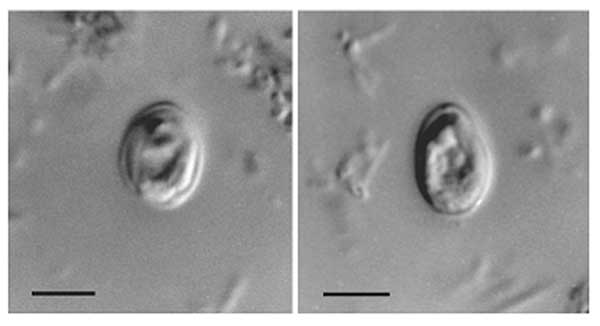
Cryptosporidium muris の微分干渉顕微鏡像

クリプトスポリジウム属の数種が哺乳類に感染する。ヒトでは C. parvum と C. hominis（以前はC. parvum genotype 1と呼ばれた）が主要な病原体であり、C. canis、C. felis、C. meleagridis、C. muris もクリプトスポリジウム症を引き起こす。

## 動物のクリプトスポリジウム症
病原体保有動物としてはウシ・ヒツジ・ヤギが最も重要である。さらに近年ではヒョウモントカゲモドキの繁殖家を悩ませている。これにはクリプトスポリジウム科の数種（C. serpentes など）が関与しており、ヤモリ以外にもオオトカゲ・イグアナ・カメ・ヘビなどから見付かっている。

## 事例
- 1993年、ウィスコンシン州ミルウォーキーにて403000人が発症し、4400人が入院するクリプトスポリジウム症の水系感染が発生した[9]。
- 1995年、イギリス最大の集団感染はデボン州トーベイでの発生であり、575人が罹患した。
- 1996年、カナダのブリティッシュコロンビア州クランブルックにておよそ2000人が発症。これとは独立に数週間後に同州ケロウナで10000から15000人が発症する。
- 1996年6月、埼玉県入間郡越生町で水道水を介した集団感染が発生し、町の人口の6割を超える8000人以上が罹患した[10]。
- 2001年4月、カナダのサスカチュワン州ノースバトルフォードにて5800-7100人に下痢症状が認められ、1907例のクリプトスポリジウム症が確認された。市の旧式の浄水場の設備の整備不良が集団感染の原因と判明[11]。
- 2005年夏、ニューヨーク州北部フィンガーレイクス地方のセニカ・レイク州立公園の親水公園にて多数の客が胃腸症状を訴え、2つの貯水槽がクリプトスポリジウムに汚染されていたことが判明。2005年9月初頭までにクリプトスポリジウムによる症状が3800人以上報告されている[12]。見所のひとつ "Sprayground" は8月15日以降シーズン一杯閉鎖された。
- 2005年10月、北ウェールズのグウィネズ州およびアングルシーにてクリプトスポリジウム症の集団感染が発生した。スリン・クエスリン湖(Llyn Cwellyn)から供給される水が関連しているといわれるが証明されていない。結果として、200人を超える人が発症し、Welsh Water (Dwr Cymru) 社は61000人に使用前に煮沸するように勧告した。
- 2007年3月、アイルランドのゴールウェイにて集団感染の疑い例が発生、ゴールウェイ県の大部分の水源となっているコリブ湖が汚染されたためと示唆された。この地域に住む人々（90,000人）は飲用水（調理用や歯磨きを含む）を煮沸するように勧告された。2007年3月21日、市および県の水道が寄生虫に汚染されていることが確認された。この地域の水道水は2007年8月20日にようやく清浄化され、初めに検出されてから5か月が経過していた。約240人が罹患したが、専門家は実際は最大5000人に及んでいた可能性があるとしている[13]。
- 2007年、5歳以下の特におむつをした子供がこの感染症を蔓延させやすいとして、ユタ州20郡の数百の公営プールが幼児立ち入り禁止となった。2007年9月10日の時点でユタ州保健局はこの年[14] のクリプトスポリジウム症を報告、例年であれば30例程度である。9月25日におむつの要らない幼児が立ち入りできるようになったが、過剰塩素処理の強制は解除されなかった。
- 2007年9月21日、集団感染がアメリカ合衆国西部を襲った。アイダホで230人、ロッキー山脈をまたいでボイシやメリディアンで数百人、ユタ州で1600人、コロラド州やその他西部の州も[15]。
- 2008年6月25日、ピッツフォード池から供給されるノースアンプトン、ダヴェントリーなどの地域の水道にクリプトスポリジウムが検出された。当該地域のひとびとは水道水を煮沸せずに飲まないように警告された。Anglian Water社は108,000世帯250,000人に影響するとし、数週間にわたり飲用に適さないだろうと勧告している[16]。これは全ての顧客に対して2008年7月4日に解除された[17]。
- 2008年の夏を通じ、テキサス州ダラス・フォートワース都市圏の水浴場・親水公園・公営プールがクリプトスポリジウムの集団感染に見舞われた。Burger's Lakeで報告されたのをきっかけに、全てではないにせよ多くの市営・私営のプールが閉鎖されて過剰塩素処理された。現在までに400例のクリプトスポリジウムが報告されている[18]。
- 2008年、保健検査官がクリプトスポリジウム症の集団感染を見出したことにより、ケンブリッジでプールを閉鎖させられているジムがある。環境保健局は、青年が感染したことを確認し、水を検査するように要請した[19]。
- 2010年11月、スウェーデンのエステルスンドで、4000以上のクリプトスポリジウム症感染例が報告された。汚染源は、水道水であった[20]。2010年12月中旬までに報告された症例の総数は、地元メディアによると12400件[21]。

### 英語版Wikipediaで紹介されている事例
- en:1998 Sydney water crisis
- en:2002 Glasgow floods
- en:Lough Corrib#Cryptosporidium outbreak
- en:Milwaukee Cryptosporidium outbreak